# Frumoasa (sit SPA)
Frumoasa este o arie protejată (arie de protecție specială avifaunistică — SPA) din România întinsă pe o suprafață de 130.890,8 ha, integral pe uscat.

## Localizare
Situl se întinde pe teritoriile administrative ale județelor: Alba (Cugir, Pianu, Șugag), Sibiu (Boița, Cisnădie, Cristian, Gura Râului, Jina, Orlat, Poplaca, Râu Sadului, Rășinari, Sadu, Săliște, Sibiu, Tălmaciu, Tilișca) și Vâlcea (Brezoi, Câineni, Malaia). Centrul sitului Frumoasa este situat la coordonatele 45°34′38″N 23°49′40″E / 45.577283°N 23.82783°E.

## Înființare
Situl Frumoasa a fost declarat arie de protecție specială avifaunistică (ROSPA0043) în octombrie 2007 prin Hotărârea  de Guvern nr. 1284 (privind declararea ariilor de protecție specială avifaunistică ca parte integrantă a rețelei ecologice europene Natura 2000 în România) pentru a proteja 11 de specii de păsări.

## Biodiversitate
Aflat în ecoregiunea alpină a Meridionalilor, situl Frumoasa reprezintă o zonă montană (păduri, văi, pășuni, fânețe, pajiști și vârfuri montane, stâncării, grohotișuri) ce asigură condiții de hrană, cuibărit și viețuire pentru mai multe specii de păsări migratoare, de pasaj sau sedentare. Aria naturală nu protejează niciun habitat. Situl include rezervațiile naturale: Iezărele Cindrelului, Masa Jidovului, La Grumaji, Parcul Natural Cindrel, Jnepenișul Stricatul, Rezervația Sterpu-Dealul Negru și Rezervația Cristești.
Speciile de păsări aflate la baza desemnării sitului: minuniță (Aegolius funereus), ieruncă (Tetrastes bonasia), păpăludă (Caprimulgus europaeus), ciocănitoare cu spatele alb (Dendrocopos leucotos), ciocănitoare neagră (Dryocopus martius), muscar gulerat (Ficedula albicollis), muscar mic (Ficedula parva), ciuvică (Glaucidium passerinum), ciocănitoare de munte (Picoides tridactylus), huhurez mare (Strix uralensis) și cocoș de munte (Tetrao urogallus)

## Monumente și atracții turistice
În vecinătatea sitului se află numeroase obiective de interes istoric, cultural și turistic (monumente istorice, lăcașuri de cult, case memoriale, muzee, arii naturale protejate, situri arheologice); astfel:
În județul Alba:
- Biserica de lemn „Cuvioasa Paraschiva” din Pianu de Sus, construcție 1761, monument istoric.
- Biserica evanghelică-luterană din Pianu de Jos, construcție secolul al XV-lea (cu transformări din sec.XVIII), monument istoric.
- Rezervațiile naturale: Oul Arșiței, Masa Jidovului, Stânca Grunzii

În județul Sibiu:

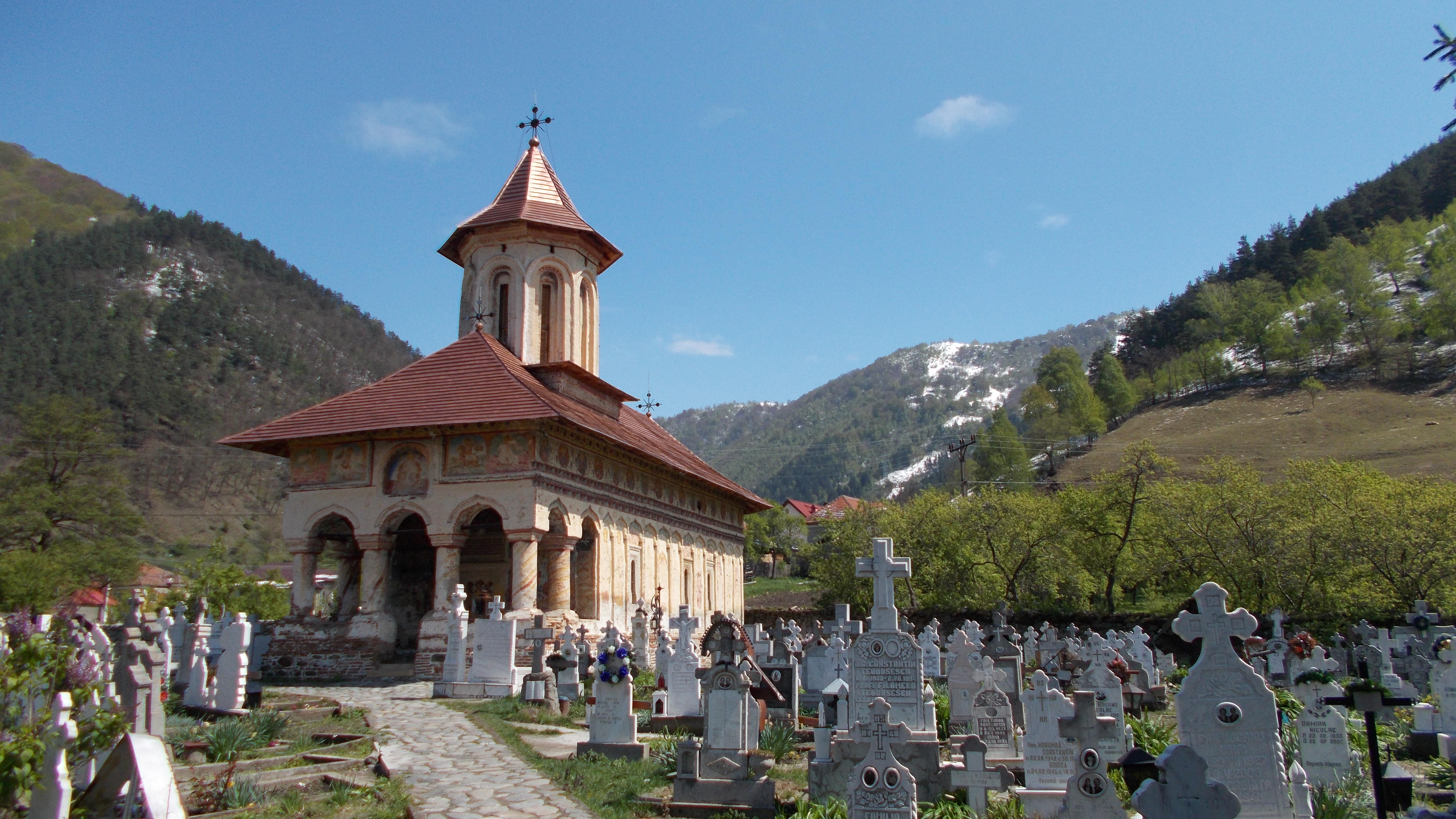
Biserica ”Sf. Nicolae” din Câinenii Mici

- Biserica Cuvioasa Paraschiva din Gura Râului, construcție sec. XVIII - XIX, monument istoric.
- Biserica Buna Vestire din Jina, construcție 1795, monument istoric.
- Biserica Sfinții Arhangheli Mihail și Gavriil din Tilișca, construcție 1782, monument istoric.
- Casa memorială a poetului Octavian Goga
- Muzeul episcopal - Rășinari
- Situl arheologic de la Tilișca (Hallstatt, Latène, Cultura geto - dacică, Epoca bronzului).
- Ariile protejate: Iezărele Cindrelului, La Grumaji, Masa Jidovului și Pintenii din Coasta Jinei.

În județul Vâlcea:
- Biserica de lemn "Intrarea în Biserică" din Brezoi, construcție 1789, monument istoric.
- Biserica "Sf. Nicolae" din Câinenii Mari, construcție 1769, monument istoric.
- Biserica "Sf. Nicolae" din Câinenii Mici, construcție 1733, monument istoric.
- Biserica "Sf. Voievozi" din Câinenii Mici, construcție 1807, monument istoric.
- Rezervațiile naturale: Pădurea Călinești - Brezoi, Pădurea Latorița, Căldarea Gâlcescu, Jnepenișul Stricatul, Cristești, Sterpu-Dealul Negru, Miru-Bora.